# Luca Waldschmidt
Gian-Luca Waldschmidt est un footballeur allemand, né le 19 mai 1996 à Siegen en Allemagne, évoluant au poste d'attaquant au FC Cologne.

## Biographie

### En club
Né à Siegen en Allemagne, Luca Waldschmidt est formé par l'Eintracht Francfort, club avec lequel il commence sa carrière professionnelle.
Le 24 mai 2018 est annoncé le transfert de Luca Waldschmidt au SC Fribourg, qui le recrute en échange de cinq millions d'euros.
Le 14 août 2020, il rejoint le Portugal en signant avec le Benfica Lisbonne. Il fait sa première apparition le 18 septembre 2020, lors de la première journée de la saison 2020-2021 de Liga NOS face au FC Famalicão. Titulaire ce jour-là, il se montre directement décisif en marquant ses deux premiers buts, permettant aux siens de s'imposer (1-5 score final).
Le 22 août 2021, Luca Waldschmidt fait son retour en Allemagne. Il signe un contrat courant jusqu'en juin 2025 avec le VfL Wolfsburg.

### En équipe nationale
Luca Waldschmidt représente l'équipe d'Allemagne des moins de 17 ans de 2012 à 2013 pour un total de neuf matchs joués pour quatre buts.
Avec les moins de 19 ans, il participe au championnat d'Europe des moins de 19 ans en 2015. Lors de cette compétition, il joue trois matchs, contre l'Espagne, les Pays-Bas, et la Russie.

## Statistiques

### En club
| Saison                | Club                  | Championnat           | Championnat | Championnat | Coupe(s) nationale(s) | Coupe(s) nationale(s) | Supercoupe | Supercoupe | Compétition(s) continentale(s) | Compétition(s) continentale(s) | Compétition(s) continentale(s) | Total | Total |
| Saison                | Club                  | Division              | M.          | B.          | M.                    | B.                    | M.         | B.         | Comp.                          | M.                             | B.                             | M.    | B.    |
| 2014-2015             | Eintracht Francfort   | Bundesliga            | 3           | 0           | -                     | -                     | -          | -          | -                              | -                              | -                              | 3     | 0     |
| 2015-2016             | Eintracht Francfort   | Bundesliga            | 12          | 0           | 2                     | 1                     | -          | -          | -                              | -                              | -                              | 14    | 1     |
| Sous-total            | Sous-total            | Sous-total            | 15          | 0           | 2                     | 1                     | 0          | 0          | -                              | 0                              | 0                              | 17    | 1     |
| 2016-2017             | Hambourg SV           | Bundesliga            | 14          | 1           | 2                     | 1                     | -          | -          | -                              | -                              | -                              | 16    | 2     |
| 2017-2018             | Hambourg SV           | Bundesliga            | 21          | 1           | 1                     | 0                     | -          | -          | -                              | -                              | -                              | 22    | 1     |
| Sous-total            | Sous-total            | Sous-total            | 35          | 2           | 3                     | 1                     | 0          | 0          | -                              | 0                              | 0                              | 38    | 3     |
| 2018-2019             | SC Fribourg           | Bundesliga            | 30          | 9           | 2                     | 0                     | -          | -          | -                              | -                              | -                              | 32    | 9     |
| 2019-2020             | SC Fribourg           | Bundesliga            | 23          | 7           | 1                     | 1                     | -          | -          | -                              | -                              | -                              | 24    | 8     |
| Sous-total            | Sous-total            | Sous-total            | 53          | 16          | 3                     | 1                     | 0          | 0          | -                              | 0                              | 0                              | 56    | 17    |
| 2020-2021             | Benfica Lisbonne      | Liga NOS              | 27          | 7           | 6                     | 2                     | 1          | 0          | C1+C3                          | 0+8                            | 0+1                            | 42    | 10    |
| 2021-2022             | Benfica Lisbonne      | Liga NOS              | 2           | 2           | -                     | -                     | -          | -          | C1                             | -                              | -                              | 2     | 2     |
| Sous-total            | Sous-total            | Sous-total            | 28          | 8           | 6                     | 2                     | 1          | 0          | -                              | 8                              | 1                              | 43    | 11    |
| 2021-2022             | VfL Wolfsburg         | Bundesliga            | 14          | 1           | -                     | -                     | -          | -          | C1                             | 3                              | 0                              | 17    | 1     |
| 2022-2023             | VfL Wolfsburg         | Bundesliga            | 18          | 4           | 2                     | 1                     | -          | -          | -                              | -                              | -                              | 20    | 5     |
| Sous-total            | Sous-total            | Sous-total            | 32          | 5           | 2                     | 1                     | 0          | 0          | -                              | 3                              | 0                              | 37    | 6     |
| 2023-2024             | FC Cologne (prêt)     | Bundesliga            | 22          | 3           | 2                     | 0                     | -          | -          | -                              | -                              | -                              | 24    | 3     |
| Sous-total            | Sous-total            | Sous-total            | 22          | 3           | 2                     | 0                     | 0          | 0          | -                              | 0                              | 0                              | 24    | 3     |
| Total sur la carrière | Total sur la carrière | Total sur la carrière | 185         | 34          | 18                    | 6                     | 1          | 0          | -                              | 11                             | 1                              | 215   | 41    |

### En sélection
| Saison                | Sélection             | Phases finales        | Phases finales | Phases finales | Phases finales | Éliminatoires | Éliminatoires | Éliminatoires | Matchs amicaux | Matchs amicaux | Matchs amicaux | Total | Total | Total |
| Saison                | Sélection             | Compétition           | M              | B              | Pd             | M             | B             | Pd            | M              | B              | Pd             | M     | B     | Pd    |
| --------------------- | --------------------- | --------------------- | -------------- | -------------- | -------------- | ------------- | ------------- | ------------- | -------------- | -------------- | -------------- | ----- | ----- | ----- |
| 2019-2020             | Allemagne             | Ligue des nations     | 0              | 0              | 0              | 2             | 0             | 0             | 1              | 0              | 0              | 3     | 0     | 0     |
| 2020-2021             | Allemagne             | Ligue des nations     | 2              | 0              | 0              | 0             | 0             | 0             | 2              | 2              | 0              | 4     | 2     | 0     |
| Total sur la carrière | Total sur la carrière | Total sur la carrière | 2              | 0              | 0              | 2             | 0             | 0             | 3              | 2              | 0              | 7     | 2     | 0     |